# Polytechnisch Zakboek
Het Polytechnisch Zakboek is een technisch naslagwerk.

## Geschiedenis
De eerste druk werd op 6 januari 1928 uitgegeven door PBNA als combinatie van een halfjaarlijkse agenda en een technisch tabellenboek. Sindsdien is het zakboekje gegroeid naar een lijvig boekwerk van bijna 2000 pagina's. De agendafunctie is reeds lang geleden vervallen. Het boek biedt technische informatie uit uiteenlopende vakgebieden in de vorm van definities, formules, tabellen en tekeningen. De doelgroep zijn bouwkundigen, werktuigbouwkundigen, elektrotechnici, civieltechnici, procestechnici, installatietechnici, technisch adviseurs, technisch ontwerpers, technisch tekenaars en studenten die een technische opleiding volgen.

## Eurocode
In de 52e druk, met ISBN 978-90-6228-770-3 - uitgegeven door Reed Business en ondertussen overgenomen door Vakmedianet Bouwcommunities B.V. - zijn alle onderwerpen aangepast aan de Eurocodes opgesteld door de CEN. Ook is toen het formaat van het naslagwerk vergroot, waardoor de tabellen en grafieken beter leesbaar werden.. 

## Inhoud 52e druk
- Grootheden en eenheden
- Wiskunde
- Natuurkunde
- Scheikunde
- Mechanica
- Toegepaste mechanica
- Materialen

- Tabellen voor staalconstructies
- Verbinding en bevestiging
- Bescherming en impregnatie
- Wrijving, slijtage en smering
- Civiele techniek
- Berekenen van bouwconstructies
- Bouwfysica

- Trillingsisolatie
- Technisch tekenen
- Bouwtechnische symbolen
- Klimaatregeling en leidingsystemen
- Koeltechniek en warmtepompen
- Energietechniek
- Elektro-installatietechniek

- Meettechnieken
- Regel- en besturingstechniek
- Elektronica
- Machineonderdelen
- Procestechniek
- Milieu en veiligheid
- Trefwoordenregister